# Afféry
 Afféry  è una città, sottoprefettura e comune della Costa d'Avorio, situata nel dipartimento di Akoupé. Conta una popolazione di 47 109 abitanti (censimento 2021).